# Omar Aktouf
Omar Aktouf (en kabyle : Ɛumer Aktuf), né le 22 octobre 1944 et mort le 2 avril 2025, est un intellectuel algérien, professeur titulaire à HEC Montréal. Il est membre fondateur du centre humanismes, gestion et mondialisation et membre du conseil scientifique d'ATTAC Québec.

## Biographie

### Formation
Omar Aktouf est titulaire d'une licence en psychologie ainsi qu'un DEA en psychologie industrielle de l'université d’Alger et de l'université de la Sorbonne.
Il est également titulaire d'un DPGE de l'INPED d'Alger.
Il décroche un MBA à HEC Montréal avant d'y réaliser un doctorat en administration.

### Carrière
Avant son arrivée au Canada, Omar Aktouf a occupé plusieurs postes importants dans des entreprises algériennes. Après son arrivée au Canada, et en parallèle à ses activités de recherche, O. Aktouf a été consultant pour plusieurs grandes firmes canadiennes, dont Cascades et la fédération des Caisses Desjardins, ainsi que plusieurs grandes firmes dans d'autres pays dont la France, l'Algérie, la Tunisie et le Maroc. Il a enseigné dans plusieurs universités du Québec, ainsi qu'à HEC Montréal, où il a effectué la majeure partie de sa carrière de professeur depuis le début des années 1980.

Omar Aktouf est également connu pour ses engagements politiques. Il a été plusieurs fois candidat pour l'Union des forces  progressistes (UFP), le Nouveau Parti démocratique (NPD) en réalisant un score d'environ 14 % à Outremont (bastion libéral historique) et ce avant la vague orange des élections fédérales de 2011. Il fait aussi partie des personnalités politiques ayant lancé le Manifeste pour un Québec solidaire.
Il a récemment été reconnu par la Bibliothèque et Archives nationales du Québec et Radio-Canada comme faisant partie des « personnalités marquantes de l’histoire récente du Québec et du Canada dans les domaines (...) de l’économie et des affaires ».

## Écrits
Ses écrits sont multiples et variés, quelques titres majeurs :
- Halte au gâchis ! En finir avec l’économie management à l’américaine, Liber, 2008.
- Le management entre tradition et renouvellement, Gaétan Morin, 2006.
- La stratégie de l'autruche. Post-mondialisation, management et rationalité économique, Eco société, 2002.
- Le travail industriel contre l'homme, OPU-SNED, 1986.

## Distinctions
- 2005 : prix du meilleur article en formation en management, décerné par l'Administrative Sciences Canadian Association.
- 2003 : prix du meilleur livre francophone en économie-gestion « Meilleur livre d'Affaires », Québec pour La stratégie de l'autruche : post mondialisation, management et rationalité économique, Montréal, Eco société, 2002.
- 2002 : médaille d'excellence « expert international en Management et GRH », décernée par l'Association des DRH et GRH France-Afrique du Nord, Paris.
- 2000 : prix des dix meilleurs articles (1980-2000) en Développement Organisationnel et Management par la revue allemande Organisationwentklung, Berlin.
- 1989 : prix Orange « meilleur pédagogue », Association des étudiants au bacc. HEC
- 1987 : prix de la recherche de HEC Montréal.